# 天使の歌声 〜小児病棟の奇跡〜
『天使の歌声 〜小児病棟の奇跡〜』（てんしのうたごえ しょうにびょうとうのきせき）は、フジテレビ系列『金曜エンタテイメント』枠内で放送されたスペシャルテレビドラマ。2002年8月9日、21:00〜22:54に放送。視聴率19.1％。

## 概要
シンガーソングライターのより子（当時は「より子。」名義）の少女時代を描いたスペシャルドラマ。原作は実母（小笠原路子名義での執筆）との共同著作の自伝的小説『より子。 天使の歌声 小児病棟の奇跡』（扶桑社・フジテレビ出版刊、ISBN 4594036198）。ドラマはこの原作を基にしているがほぼフィクションであり、小説や事実とは異なる部分がある。
- ドラマでは電子ピアノを買い与えたのは祖母ではあるが、実際は祖父が買い与えている（ドラマでは祖父の描写自体もない）。
- より子は入院していた時の友達には実際一度も会いに行ったことはない（実際は母親から入院時代の友人は皆亡くなった旨を聞かされている）。
- 初潮を迎えた描写は小説には記載されていない。
- ドラマでは中学生のより子が小児病棟の演奏会で「ほんとはね。」を初めて弾くシーンがあるが、「ほんとはね。」が出来たのは事務所所属後の16歳の時であり、小児病棟で演奏会を行ったこともない。

などが異なる点である。
当時「♡桃色片想い♡」「Yeah! めっちゃホリディ」などのヒット曲を発表し、アイドル歌手として人気を博していた松浦亜弥にとって初のドラマ主演作品であり、この作品の演技が認められ、第29回放送文化基金賞の出演者賞を受賞した。
ドラマの冒頭には原作の小説でも対談を行った乙武洋匡のインタビューが、ラストシーンには主題歌となった「ほんとはね。」をより子自身がライブで演奏するシーン（フジテレビ系『FACTORY721』2002年7月14日放送回の模様を使用）が、それぞれ挿入されている。ドラマ終了後は同じフジ系列であるニッポン放送で『より子。の@allnightnippon.com』が放送された。「ほんとはね。」を収録したアルバム『Aizenaha』はこれらの反響もあり、オリコンアルバムチャートで最高位26位を記録した。

## ストーリー
より子は2歳の時に卵巣がんを発症し、小児病棟で入院生活を余儀なくされる。闘病中に興味を持ち始めたのはおもちゃのピアノで、誰からも教わることなく弾くようになる。
退院後、中学生になったより子は、自分の病気のことや初潮の遅れなど、自分と周囲との違いを感じていた。夏休みの終わりに髪を金色に染めたり不登校になるなど、周囲の人間に対して反発するようになる。心の支えになっていたのはピアノと、退院の間際に一馬と会う約束を交わしたことであった。
ある日、より子は精神的ストレスで倒れてしまう。その際、看護師から一馬の一家が川崎市へ引っ越したことを聞き、健太とともに会いに行くことを決める。しかし、一馬は既に亡くなっていた。自分以外の入院していた仲間が全て亡くなっていたことを悟ったより子は、それ以来ピアノを弾くことをやめ、自堕落的な生活を送るようになる。

## キャスト
- 小笠原より子：松浦亜弥（幼少時代：今泉野乃香、少女時代：菅野莉央）
- 小笠原淑恵：田中好子
- 小笠原友彦：舘ひろし
- 小笠原杏子：浅見れいな
- 斯波広海：岡本富士太
- 柳瀬川一馬：須賀健太
- 神谷健太：東新良和
- 北村真奈美：藤本美貴
- 小笠原文代：大方斐紗子
- 柳瀬川多恵子：円城寺あや
- 丸田信義：高杉航大

他

## スタッフ
- 脚本：龍居由佳里
- 演出：光野道夫
- 音楽：沢田完
- 音響効果：志田博英
- ピアノ協力：宗田舞子、海老原ひかる、乙村千絵
- 医療監修：山中龍宏（緑園こどもクリニック）
- 看護指導：伊宝田さとみ
- 技術協力：渋谷ビデオスタジオ、ビデオフォーカス
- プロデュース：栗原美和子

## 主題歌
- より子。「ほんとはね。」（HARMONY RECORDS）

| フジテレビ 金曜エンタテイメント（2002年8月9日） | フジテレビ 金曜エンタテイメント（2002年8月9日） | フジテレビ 金曜エンタテイメント（2002年8月9日）            |
| 前番組                                          | 番組名                                          | 次番組                                                     |
| ----------------------------------------------- | ----------------------------------------------- | ---------------------------------------------------------- |
| 実録 福田和子                                   | 天使の歌声 〜小児病棟の奇跡〜                   | さんま・玉緒・美代子の行きあたりばったり珍道中 in イタリア |